# مخطط سياق النظام

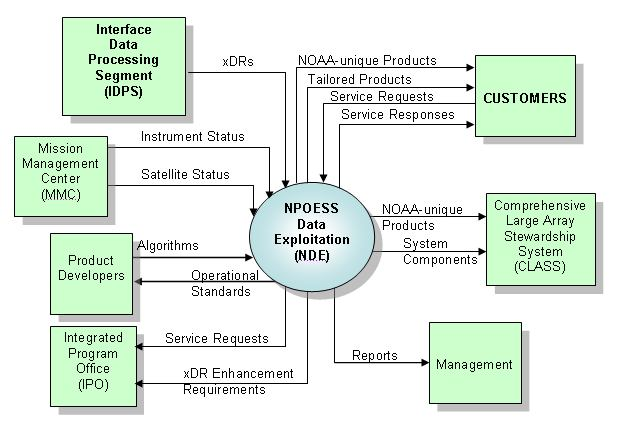
مثال لمخطط سياق النظام.

مخطط سياق النظام (SCD) في الهندسة هو رسم تخطيطي يحدد الحدود بين النظام أو جزء من النظام وبيئته، ويوضح الكيانات التي تتفاعل معه. هذا الرسم البياني عبارة عن عرض عالي المستوى للنظام. إنه مشابه لمخطط كتلة.

## نظرة عامة
توضح الرسوم البيانية لسياق النظام النظام ككل ومدخلاته ومخرجاته من أو إلى العوامل الخارجية. وفقًا لـ Kossiakoff وسويت (2011):
تُستخدم الرسوم البيانية لسياق النظام في وقت مبكر من المشروع للحصول على اتفاق بشأن النطاق قيد التحقيق. عادة ما يتم تضمين الرسوم البيانية للسياق في وثيقة المتطلبات. يجب قراءة هذه الرسوم البيانية من قبل جميع أصحاب المصلحة في المشروع وبالتالي يجب كتابتها بلغة واضحة، حتى يتمكن أصحاب المصلحة من فهم العناصر داخل الوثيقة.

## لبنات
يمكن تطوير مخططات السياق باستخدام نوعين من اللبنات الأساسية:
- الكيانات (الفاعلون): صناديق معنونة واحد في الوسط يمثل النظام، وحوله صناديق متعددة لكل ممثل خارجي.
- العلاقات: الخطوط المصنفة بين الكيانات والنظام.

على سبيل المثال، «طلب العميل». يمكن أن تستخدم المخططات السياقية العديد من أنواع الرسم المختلفة لتمثيل الكيانات الخارجية. يمكنهم استخدام الأشكال البيضاوية أو الأشكال الملصقة أو الصور أو القصاصات الفنية أو أي تمثيل آخر لنقل المعنى. يتم تمثيل أشجار القرار وتخزين البيانات في الرسوم البيانية لتدفق النظام.
يمكن أن يوضح مخطط السياق أيضًا تصنيفات الكيانات الخارجية كواحدة من مجموعة من الفئات البسيطة (أمثلة:)، والتي تضيف وضوحًا لمستوى مشاركة الكيان فيما يتعلق بالنظام. تشمل هذه الفئات:
- نشيط: ديناميكي لتحقيق بعض الأهداف أو الأغراض (أمثلة: «قراء المقالات» أو «العملاء»).
- مبني للمجهول: الكيانات الخارجية الثابتة التي تتفاعل بشكل غير منتظم مع النظام (أمثلة: «محررو المقالات» أو «مسؤول قاعدة البيانات»).
- تعاوني: الكيانات الخارجية المتوقعة التي يستخدمها النظام لتحقيق بعض النتائج المرجوة (أمثلة: «مزودو خدمة الإنترنت» أو «شركات الشحن»).
- مستقل (مستقل): الكيانات الخارجية المنفصلة عن النظام، ولكنها تؤثر على النظام بشكل غير مباشر، عن طريق القيود المفروضة أو التأثيرات المماثلة (أمثلة: «اللجان التنظيمية» أو «مجموعات المعايير»).

## بدائل
يتم استخدام أفضل الرسوم البيانية لسياق النظام لعرض كيفية تشغيل النظام على مستوى عالٍ جدًا، أو كيف تعمل الأنظمة وتتفاعل منطقيًا. مخطط سياق النظام هو أداة ضرورية لتطوير تفاعل أساسي بين الأنظمة والجهات الفاعلة؛ الجهات الفاعلة والنظام أو النظم والأنظمة. بدائل مخطط سياق النظام هي:

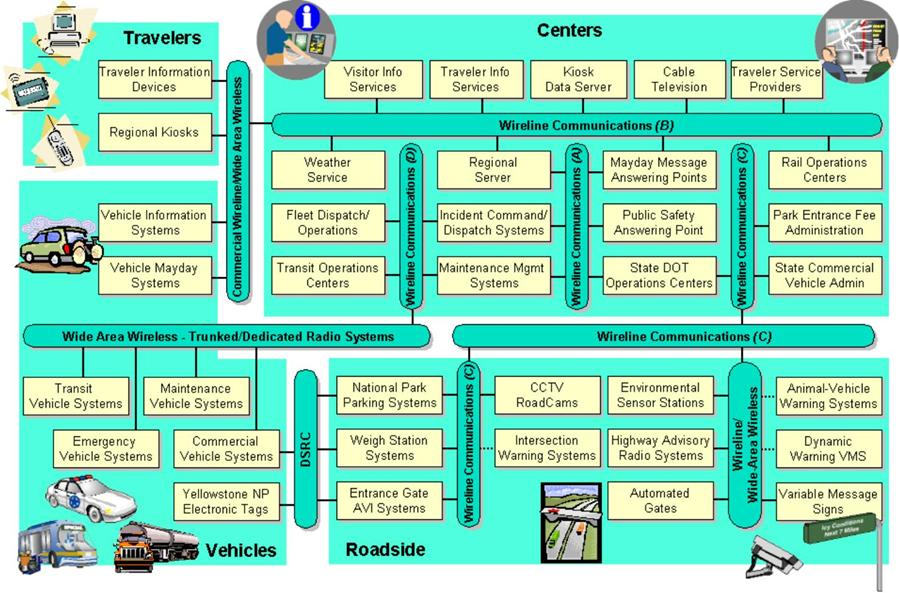
مثال على مخطط ربط البنية المعمارية.

- مخطط ربط العمارة: يقدم الشكل مثالاً على مخطط ربط البنية المعمارية: يوضح الشكل تمثيلاً لوصلات البوكيرك الإقليمية لأنظمة النقل الذكية لقسم شرطة البوكيرك التي تم إنشاؤها باستخدام أداة العمارة توربو. تمثل كل كتلة عنصر مخزون ITS، بما في ذلك اسم صاحب المصلحة في الجزء المظلل العلوي. خطوط الربط بين العناصر صلبة أو متقطعة، مما يشير إلى الاتصالات الحالية أو المخطط لها.[7]
- مخطط نموذج العمل التجاري، قالب إدارة إستراتيجي لتطوير نماذج أعمال جديدة أو توثيقها. إنه مخطط مرئي يحتوي على عناصر تصف عرض القيمة للشركة، والبنية التحتية، والعملاء، والمالية. وهي تساعد الشركات في مواءمة أنشطتها من خلال توضيح المقايضات المحتملة.
- نموذج بيانات المؤسسة: يمكن أن يحتوي هذا النوع من نموذج البيانات وفقًا لـ (Simsion (2005 على ما يصل إلى 50 إلى 200 فئة كيان، والتي تنتج عن «مستوى عال من التعميم في نمذجة البيانات».[8]
- رسم تخطيطي لسياق المستوى الأعلى لـ IDEF0: تبدأ عملية IDEF0 بتحديد الوظيفة الأساسية التي سيتم تفكيكها. يتم تحديد هذه الوظيفة في «مخطط سياق المستوى العلوي» الذي يحدد نطاق تحليل IDEF0 المحدد.
- مخططات المشكلة (إطارات المشكلة): بالإضافة إلى أنواع الأشياء المعروضة في مخطط السياق، يوضح مخطط المشكلة متطلبات ومتطلبات المراجع.
- استخدم الرسم البياني: واحدة من الرسوم البيانية لغة النمذجة الموحدة. كما أنها تمثل نطاق المشروع بمستوى مماثل من التجريد. حالات الاستخدام، ومع ذلك، تميل إلى التركيز أكثر على أهداف «الجهات الفاعلة» التي تتفاعل مع النظام، ولا تحدد أي حل. تمثل مخططات حالة الاستخدام مجموعة من حالات الاستخدام، وهي أوصاف نصية لكيفية تحقيق الممثل لهدف حالة الاستخدام. تمثل مخططات حالة الاستخدام مجموعة من حالات الاستخدام، وهي أوصاف نصية لكيفية تحقيق الممثل لهدف حالة الاستخدام.
- الأرشفة: الأرشفة هي لغة نمذجة بنية مؤسسة مفتوحة ومستقلة لدعم الوصف والتحليل والتصور للهندسة المعمارية داخل وعبر مجالات الأعمال بطريقة لا لبس فيها.

تعمل معظم هذه المخططات بشكل جيد طالما سيتم عرض عدد محدود من الروابط. حيث يجب عرض عشرين أو أكثر من التوصيلات البينية، تصبح الرسوم البيانية معقدة للغاية وقد يكون من الصعب قراءتها.

## انظرأيضًا
- مخطط تدفق البيانات
- مخطط شبكة الحاسوب
- عملية تطوير البرمجيات
- تحليل النظم

## روابط خارجية
- Context Diagram Template
- SYSMOD's System Context Diagram